# Ewa (radioodbiornik)

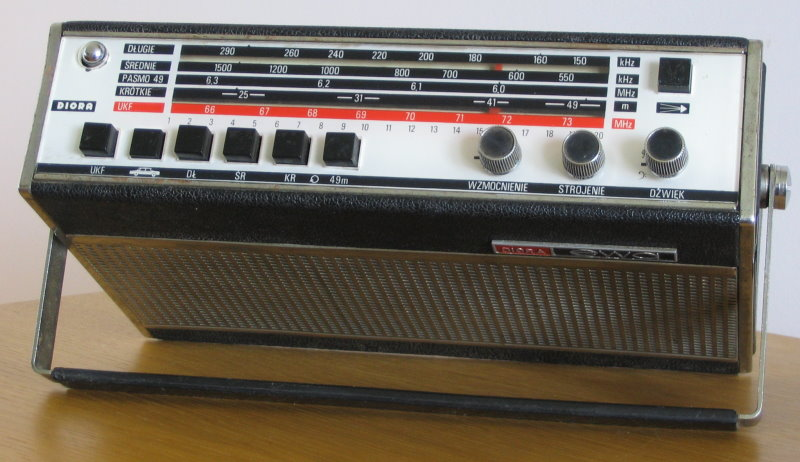
Góra radioodbiornika

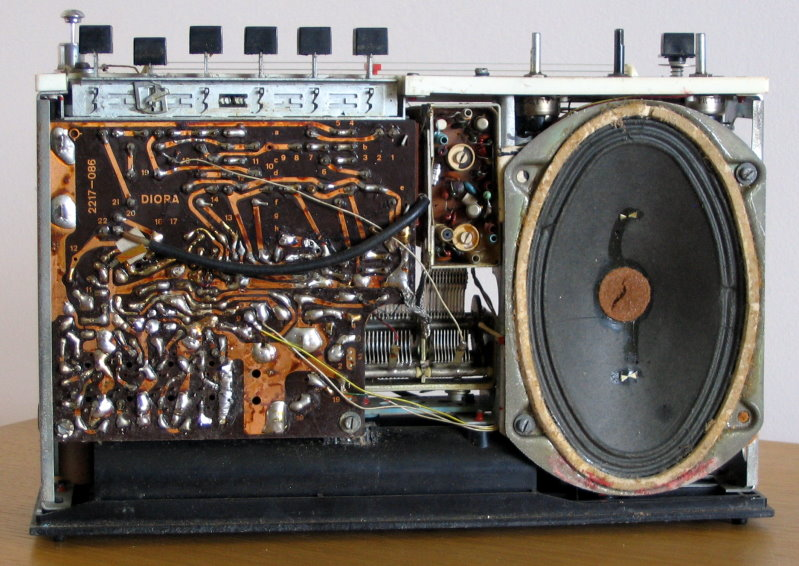
Wnętrze radioodbiornika

Ewa to jeden z pierwszych polskich odbiorników przenośnych z zakresem UKF (wcześniejszym była Izabella). Pierwszą informację o Ewie podało w maju 1969 roku czasopismo „Radioamator i Krótkofalowiec” nr 5/69, w krótkiej notatce pt. Nowy odbiornik turystyczno-samochodowy. W 1969 roku wyprodukowano też pierwszy tysiąc odbiorników. Seryjną produkcję rozpoczęto w roku 1970. Wytwórcą była dzierżoniowska „DIORA”, znana dotychczas z produkcji większych odbiorników domowych. Do roku 1972 fabrykę opuściło łącznie ok. 105 tys. egzemplarzy Ewy.
Obudowa radia wykonana była ze sklejki i płyty pilśniowej, oklejona tworzywem skóropodobnym, zwanym dermą. Wcześniejsze odbiorniki przenośne (np. Eltra MOT-59, Koliber, Guliwer) miały obudowy z tworzywa sztucznego. Układ elektroniczny zmontowano na czterech płytkach drukowanych. Wzmacniacz mocy (2 W) w typowym dla „Diory” układzie zbudowano na parze tranzystorów TG-60 lub AD-162 i dwóch transformatorach. Duży głośnik o mocy 1,5 VA. i masywna obudowa pozwalały na uzyskanie czystego – jak na odbiornik przenośny – dźwięku. Wyjście na głośnik zewnętrzny i wejścia sygnałowe pozwalały na odtwarzanie dźwięku z gramofonu i magnetofonu.
Ewa była odbiornikiem turystyczno-samochodowym, zasilanym z sześciu ogniw R14 lub z akumulatora samochodowego. Do montażu w samochodzie służyło specjalne złącze.

## Podstawowe parametry i właściwości
- układ elektryczny: superheterodyna
- elementy czynne: tranzystory
- zakresy fal: Długie, Średnie, Krótkie, UKF
- zasilanie: napięcie stałe 9 V z sześciu ogniw R14 lub z akumulatora samochodowego
- elementy regulacyjne – wszystkie na górnej płycie:

– klawiszowy przełącznik zakresów
– potencjometr siły głosu
– pokrętło strojenia
– potencjometr barwy tonu
– przycisk podświetlenia skali
- gniazda: antena zewnętrzna, gramofon/magnetofon, głośnik dodatkowy, złącze samochodowe
- wymiary: 290 × 175 × 87, masa ok. 3,1 kg